# Hermann Zilcher

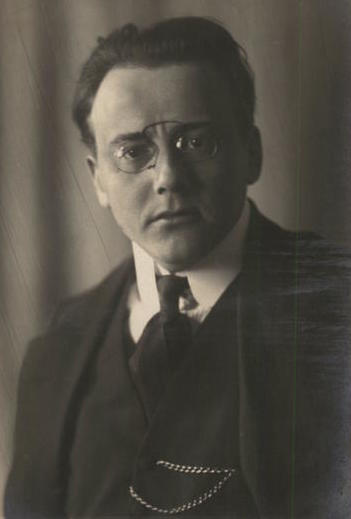
Hermann Zilcher.

Hermann Karl Josef Zilcher, född den 18 augusti 1881 i Frankfurt am Main, död den 1 januari 1948 i Würzburg, var en tysk tonsättare.
Zilcher blev 1905 lärare vid Hochska konservatoriet i sin hemstad, 1908 professor vid musikakademin i München och 1920 direktör för konservatoriet i Würzburg. Han gjorde vidsträckta konsertresor som pianist och uppträdde som kompositör av arbeten, som egenartat sammansmälter Brahms och impressionismens riktningar, bland annat sångcykler, pianostycken, orkester- och kammarmusikverk, det stora körverket Die Liebesmesse (1913), drömspelet Fitzebutze, den komiska operan Doktor Eisenbart (1922) och musik till skådespel av Shakespeare och Euripides.